# Gobiosoma longipala
Gobiosoma longipala es una especie de peces de la familia de los Gobiidae en el orden de los Perciformes.

## Morfología
Los machos pueden llegar a alcanzar los 5 cm de longitud total.

## Distribución geográfica
Se encuentran en Norteamérica: desde el suroeste de Florida hasta Misisipi.

## Observaciones
Es inofensivo para los humanos.